# Галерија наивне уметности у Падини
| Галерија наивне уметности у Падини |                                  |
|                                    |                                  |
|                                    |                                  |
| Врста:                             | Ликовна галерија                 |
| Основана:                          | Средином 70-тих 20. века         |
| Седиште:                           | Трг Ослобођења 1 · Падина Србија |
| Власник:                           | Удружење грађана из Падине       |
| Структура:                         | - Изложбени простор              |
| Веб презентација                   |                                  |

Галерија наивне уметности у Падини изложбени је простор у Дому културе „Михал Бабинка”. У њој своја дела излазу наивни сликари из Падине и Ковачице. Основана је средином седамдесетих година 20. века у дому културе у Банатском селу Падина надомак Ковачице. 

## Положај
Галерија се налази на Тргу Ослобођења број 1, у ненаменском простору сеоског Дома културе „Михал Бабинка” у селу Падина у општини Ковачица у Јужнобанатском округу, у коме је према попису из 2011. живело 5.531 становника.
Удаљена је 10 km од Галерије наивних уметности у Ковачици, 31 km од Панчева, 55 km од Београда и око 35 km од Зрењанина.

## Смештај и намена
Галерију карактерише ненаменски искоришћен галеријским простор, што представља препреку за организовање сталних изложби слика, иако су капацитети Галерије значајни и за излагање слика наивних сликара који нису чланови Галерије наивне уметности у Ковачици. 

## Изложбена делатност
Радови уметника Падине, који су 2011. године основали сопствено Удружење грађана „Жеђ” и Ковачице, који нису чланови Ковачичког удружења наивних сликара, у овој Галерији слике су најпре излагали на прославама Дана младости, сваког 25. маја, а касније на заједничим изложбама које су била померена за месец август, када се традиционално у селу Падина одржавају „Падински Дани културе”.
Неки од сликара - чланова Удружење грађана „Жеђ” из Падине који у овој Галерији редовно излажу своје слике су: Михал Поволни, Кан Хусарик, Мар Бачур, Марци Марков, Павел Љаврош ,Јанко Ширка, Мартин Папа, Ана Котвашова, Павел Поволни-Јухас, Јурај Љаврош.

## Радно време
Галерија због мање посећености нема стално радно време, већ ради по најави.